# Xã Arnegard, Quận McKenzie, Bắc Dakota
Xã Arnegard (tiếng Anh: Arnegard Township) là một xã thuộc quận McKenzie, tiểu bang Bắc Dakota, Hoa Kỳ. Năm 2010, dân số của xã này là 65 người.